# Mosquée Charminar
La mosquée Charminar est une mosquée située à Hyderabad, en Inde. Elle fut construite en 1591 par Muhammad Quli Qutb Shah (en), marquant la fin de l'épidémie de peste,. La mosquée contient 45 espaces de prières pouvant accueillir les visiteurs lors de la prière du vendredi. Elle se situe au deuxième étage du Charminar.